# С-2 (НАР)
С-2 (индекс УВ ВВС ТРС-132, словесное название «Шкиф») — советская неуправляемая авиационная ракета, разработанная в НИИ-1 НКБ под руководством А. Д. Луковцева в 1950 году. С-2 предназначена для уничтожения техники и живой силы противника. Принята на вооружение 22 марта 1952 г.
Данными ракетами оснащались различные типы самолетов. Пуск ракет производится из подвешиваемых на носителе блоков. Имеет калибр 82-миллиметра .

## Тактико-технические характеристики
- Калибр: 82 мм
- Длина НАР: 410 мм
- Полная масса НАР: 4,82 кг
- Масса боевой части: 2,1 кг
  - Масса ВВ в БЧ: 0,36 кг
- Максимальная скорость: 275 м/с
- Радиус зоны сплошного поражения: 7-9 м